# Мегді Пашазаде
Мегді Пашазаде Боніє (перс. مهدی پاشازاده; нар. 27 грудня 1973, Тегеран, Іран) — іранський футболіст та тренер азербайджанського походження, виступав на позиції захисника.

## Клубна кар'єра

### Початок кар'єри
Футбольну кар'єру розпочав 1996 року в складі «Естеґлала», де грав разом з капітаном команди Джавадом Зарінче та півзахисником Алі Резою Мансуряном, які регулярно грали за національну збірну. У сезоні 1997/98 років разом з командою виграв Лігу Азадеган, перервавши в ній багаторічну гегемонію іншого тегеранського клубу, «Персеполіса».

### Німеччина
У серпні 1998 року підписав 2-річний контракт з ліверкузенським «Баєром», у футболці якого дебютував 15 вересня 1998 року в поєдинку Кубку УЄФА проти «Удінезе». Після цього матчу отримав важку травму коліна, через що не грав до кінця сезону. Щоб надати можливість набрати ігрову форму «Баєр» відправив Мегді в оренду на сезон 1999/00 років до складу представника Другої Бундесліги «Фортуна» (Кельн). У новому клубі отримав футболку з 10-м ігровим номером, проте на відміну від свого земляка Алі Мусаві, якого також «Баєр» віддав в оренду, закріпитися в команді не зумів. Зіграв 3 матчі, після чого травмував те саме коліно, через що постало питання про можливість продовження кар'єри гравця. Після цього «Баєр» вирішив не продовжувати угоду з Мегді.

### Повернення до Ірану
Пропустивши сезон 2000/01 років, повернувся до Ірану, щоб реанімувати власну кар'єру, подалі від морального тиску європейського футболу. Як неодноразово зазначав в інтерв'ю, наданому іранським ЗМІ (Keyhan sports, IRIB), Пашазаде шкодував, що не зміг закріпитися в Європі після очікувань, які на нього покладали по завершенні чемпіонату світу 1998 року у Франції.

### Повернення в «Естеґлал»
Напередодні старту сезону 2001/02 років повернувся до столичного «Естеґлала», в якому розпочинав свій футбольний шлях. Підписав з клубом 2-річний контракт. Разом з «Естеґлалем» став переможцем першого розіграшу Про-ліги Ірану. У другій частині сезону повернувся на футбольне поле, проте виходив на невеликий проміжок часу. Проте вже 5 квітня 2002 року зіграв у поєдинку за 3-є місце Ліги чемпіонів проти «Насафа» (Карші). У сезоні 2002/03 років грав на своїй рідній позиції «10-и». Тривалий період часу «Естеґлал» лідирував у турнірній таблиці, проте в останньому турі зазнав поразки, через що його на два очки випередив ПАС (Тегеран).

### Повернення до Європи
Влітку 2003 року повернувся до Європи, підписавши 1-річний контракт з «Рапідом» (Відень). Виступав під 7-м ігровим номером, використовувався як у захисті, так і в півзахисті столичного клубу. Незабаром став одним з улюбленців віденських вболівальників, таким чином відповівши на критику німецьких спортивних видань. У футболці «Рапіда» зіграв 28 матчів у чемпіонаті Австрії та відзначився 3-а голами, проте по завершенні сезону контракт з іранцем вирішили не продовжувати. Напередодні старту наступного сезону перебрався до колишнього клубу свого співвітчизника Мердада Мінаванда «Штурм» (Грац). У січні 2005 року вирішив перебратися до «Адміри Ваккер», який тренував іранець Маджид Піш'яр та грали його співвітчизники Алі Латіфі та Ходадад Азізі. У сезоні 2006/07 років команда виступала в Першій лізі, а по його закінченні вирішив завершити футбольну кар'єру.

## Кар'єра в збірній
У сезоні 1997/98 років неодноразово викликався Томиславом Івичем до національної збірної Ірану, де виступав на позиції центрального захисника в останніх матчах кваліфікації до чемпіонату світу 1997/98 років.

### Чемпіонат світу 1998
Згодом став основним гравцем збірної, завдяки чому отримав виклик до «команди Меллі» на чемпіонат світу 1998 року у Франції. 14 червня 1998 року вийшов на поле в поєдинку групового етапу (група F) проти Югославії. Іранці поступилися в тому матчі з рахунком 0:1 (завдяки влучному виконанню штрафного удару Синишею Михайловичем югославська збірна набрала 3 очки), проте Мегді привернув до себе увагу західних ЗМІ вдалою грою проти одного з лідерів команди-суперниці, Деяна Савичевича. У поєдинку проти Німеччини збірна Ірану поступилася з рахунком 0:2, а Пашазаде не зміг завадити відзначитися голом Оліверу Біргоффу. Іранці достроково вибули з турніру, тому перемога (2:1) над збірною США вже не мала жодного турнірного значення. На чемпіонаті світу 1998 року був визнаний найкращим захисником Азії.

## Кар'єра тренера
У сезоні 2006/07 років тренував другу (аматорську) команду «Адміри Ваккер». Також допомагав тренувати першу команду клубу. Після цього повернувся до Ірану. У 2010 році тренував колектив третього дивізіону чемпіонату Ірану «Гостареш Саханд» з Тебризу. У 2012 році протягом нетривалого періоду часу тренував «Парсех» (Тегеран) з Ліги Азадеган. Після цього тренував нижчолігові іранські клуби. У сезоні 2017/18 років працював на тренерському містку «Нассаджи Мазандарана», проте навесні 2018 року звільнений з займаної посади.

## Досягнення

### Як гравця
«Естеґлал»
- Про-ліга Ірану
  -  Чемпіон (1): 1997/98

- Кубок Хазфі
  -  Володар (1): 2001/02

### Як тренера
«Гостареш Фулад Саханд»
- Другий дивізіон Ірану
  -  Чемпіон (1): 2011/12

«Шахрдарі» (Тебриз)
- Другий дивізіон Ірану
  -  Чемпіон (1): 2013/14

«Алюмініум Арак»
- Другий дивізіон Ірану
  -  Чемпіон (1): 2014/15

«Фаджр Джам»
- Другий дивізіон Ірану
  -  Чемпіон (1): 2015/16

«Шахін» (Бушир)
- Другий дивізіон Ірану
  -  Чемпіон (1): 2017/18